# The Cable Guy
The Cable Guy (Un loco a domicilio en España, El doctor cable en Hispanoamérica o El insoportable en Argentina y Perú) es una película estadounidense, una comedia negra/thriller dirigida por Ben Stiller y protagonizada por Jim Carrey y Matthew Broderick. Pese a la modesta recepción comercial, la película recibió críticas diversas. Tras el paso de los años, ha sido considerada como una de las obras más infravaloradas de Jim Carrey y Ben Stiller.

## Argumento
El arquitecto Steven Kovacs se muda a un apartamento después de una propuesta de matrimonio fallida con su novia Robin Harris. Siguiendo el consejo de su amigo Rick, Steven soborna al instalador de cable Ernie "Chip" Douglas para que le dé canales de películas gratis. Chip consigue que Steven salga con él al día siguiente y lo convierte en uno de sus "clientes preferidos". Chip lleva a Steven a la antena parabólica central de la ciudad, donde le confía a Steven que fue criado por la televisión debido a las frecuentes ausencias de su madre soltera. Chip pronto demuestra ser intrusivo cuando interrumpe un juego de baloncesto entre Steven y sus amigos y deja varios mensajes en el contestador automático de Steven. Después de una batalla de caballeros entre Chip y Steven en Medieval Times, Steven descubre que Chip ha instalado en secreto un costoso sistema de cine en casa en su sala de estar como regalo a cambio de la amistad de Steven. Aunque Steven rechaza el regalo, acepta organizar una fiesta a la que asistan los otros clientes preferidos de Chip antes de que le devuelvan el sistema. En el fervor de la fiesta, Steven se acuesta con una joven invitada, a quien Chip revela a la mañana siguiente que era una prostituta que había contratado específicamente para Steven. Tras esta revelación, Steven, enojado, expulsa a Chip de su apartamento.
Para hacer las paces, Chip busca a Robin, que está saliendo con otro hombre. Un Chip disfrazado golpea severamente al hombre en el baño de un restaurante y le dice que se mantenga alejado de Robin. Más tarde actualiza el cable de Robin, aparentemente como un regalo de Steven. Robin decide volver a estar con Steven como resultado. Sin embargo, cuando Chip le informa a Steven de su papel en reunirlo con Robin, Steven termina cortésmente su relación con Chip. Chip, devastado, emprende una serie de actos de venganza. Consigue que Steven sea arrestado por posesión de propiedad robada y se burla de él a través de una ventana de visitas a la prisión. Después de ser liberado bajo fianza, Steven se siente más avergonzado cuando Chip asiste a la cena con su familia y Robin. Siguiendo una versión sexualizada del juego Password, Steven regaña abiertamente a Chip y lo golpea.
Al día siguiente, Steven es despedido de su trabajo cuando Chip transmite una conversación grabada en privado, en la que Steven insulta a su jefe, a las computadoras de la empresa.
Rick investiga a Chip a petición de Steven y descubre que Chip fue despedido de la compañía de cable por acechar a los clientes, y usa los nombres de varios personajes de televisión como alias como Chip y Ernie Douglas de My Three Sons y Larry Tate de Bewitched. Chip llama a Steven esa noche y le dice que le hará una visita a Robin. Después de visitar el apartamento vacío de Robin, Steven los rastrea hasta la antena parabólica, donde Chip retiene a Robin como rehén en una tormenta. Después de un altercado físico y una persecución, Steven puede salvar a Robin y luchar contra Chip. Cuando llega la policía, Chip se disculpa con Steven por ser un mal amigo. Chip, proclamando que debe "matar a la niñera" para evitar que los demás se vuelvan como él, se lanza hacia atrás desde lo alto de una escalera sobre la antena parabólica, cae sobre ella y apaga la señal de televisión de toda la ciudad. Chip sobrevive a la caída con una espalda lesionada y se despide de Steven antes de ser llevado en un helicóptero de rescate. Cuando uno de los paramédicos se dirige a él como "amigo", Chip le pregunta al paramédico si realmente es su amigo, a lo que el paramédico responde "Sí, claro que lo eres", haciendo que Chip sonríe maliciosamente, lo que implica una repetición del ciclo de acecho de Chip.

## Reparto
| - Jim Carrey como Ernie "Chip" Douglas. - Matthew Broderick como Steven M. Kovacs - Leslie Mann como Robin Harris. - Jack Black como Rick. - George Segal como el señor Kovacs. - Diane Baker como la señora Kovacs. - Ben Stiller como Sam Sweet / Stan Sweet. - Eric Roberts como él mismo. - Owen Wilson como la cita de Robin. | - Charles Napier como el oficial de policía. - Janeane Garofalo como la mesera en Medieval Times. - David Cross como el vendedor. - Andy Dick como el animador en Medieval Times host. - Amy Stiller como la secretaria de Steven. - Bob Odenkirk como el hermano de Steven. - Kyle Gass - Allen Covert |

## Doblaje
| - Víctor Mares Jr. - Rubén Trujillo - Gabriela León - Carlos Jiménez - Guillermo Romano - Robert Colucci - Ulises Cuadra - Juan Cuadra - Víctor Ugarte - Alfonso Obregon - Gaby Ugarte - Lupita Leal | - Pedro Ruiz - Pablo Gandolfo - Vanina García - Alejandro Graue - Javier Carbone - Gustavo Dardés - Diego Brizzi - René Sagastume - Juan Manuel Echave - Ariel Cister - María Laura Cassani - Agostina Longo |

## Valoración y crítica

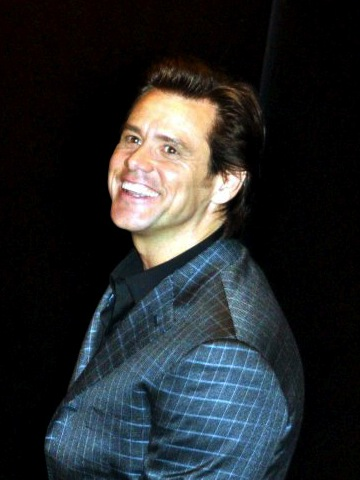
Jim Carrey interpreta el papel principal en la película

A diferencia de películas anteriores protagonizadas por Jim Carrey, ésta tiene un tono oscuro, con Carrey interpretando el papel de villano. Las audiencias respondieron de diversas maneras ante este cambio de tono y la crítica le dio a la película reseñas mixtas. Rotten Tomatoes le dio una puntuación del 53% basada en 58 reseñas.
La cinta integró el Top 10 anual del crítico J. Hoberman.
Roger Ebert incluyó The Cable Guy en su lista de las peores películas de 1996, mientras que su colega Gene Siskel no estuvo de acuerdo con dicha apreciación, refiriéndose a ella como una "muy buena película. La mejor de Carrey desde The Mask". El principal problema de Ebert con la película fue la, según él, bizarra actuación de Carrey. También afirmó que se agregaron demasiados tintes de humor negro para algo que pretendía ser una comedia.
En el episodio de Los Simpson "Adivina quién es el nuevo crítico de cocina", Homer se convierte en crítico gastronómico y decide visitar un restaurante, parodia de Planet Hollywood, donde exhiben fetiches del cine como el sombrero de Charlot y el bastón usado en la película Ciudadano Kane. Homer se encuentra con el "espantoso" (según Bart) guion de The Cable Guy exhibido en un aparador. Lo toma en sus manos estrujándolo y diciendo "casi arruinas la carrera de Jim Carrey".

## Lanzamientos
| País                                                                          | Fecha de estreno                  |
| ----------------------------------------------------------------------------- | --------------------------------- |
| Alemania                                                                      | Jueves 10 de octubre de 1996      |
| Argentina                                                                     | Jueves 5 de septiembre de 1996    |
| Australia                                                                     | Jueves 20 de junio de 1996        |
| Austria                                                                       | Viernes 11 de octubre de 1996     |
| Bélgica                                                                       | Miércoles 13 de noviembre de 1996 |
| Belice · Costa Rica · El Salvador · Guatemala · Honduras · Nicaragua · Panamá | Viernes 27 de septiembre de 1996  |
| Bolivia                                                                       | Jueves 19 de septiembre de 1996   |
| Brasil                                                                        | Viernes 5 de julio de 1996        |
| Bulgaria                                                                      | Viernes 13 de diciembre de 1996   |
| Chile                                                                         | Jueves 5 de septiembre de 1996    |
| Colombia                                                                      | Viernes 6 de septiembre de 1996   |
| Corea del Sur                                                                 | Sábado 21 de septiembre de 1996   |
| Croacia                                                                       | Jueves 26 de septiembre de 1996   |
| Dinamarca                                                                     | Viernes 16 de agosto de 1996      |
| Ecuador                                                                       | Viernes 27 de septiembre de 1996  |
| Egipto                                                                        | Lunes 28 de octubre de 1996       |
| Eslovenia                                                                     | Jueves 19 de septiembre de 1996   |
| España                                                                        | Viernes 26 de julio de 1996       |
| Estados Unidos · Canadá                                                       | Viernes 14 de junio de 1996       |
| Estonia                                                                       | Viernes 30 de agosto de 1996      |
| Filipinas                                                                     | Miércoles 9 de octubre de 1996    |
| Finlandia                                                                     | Viernes 15 de noviembre de 1996   |
| Francia                                                                       | Miércoles 13 de noviembre de 1996 |

| País                         | Fecha de estreno                 |
| ---------------------------- | -------------------------------- |
| Grecia                       | Viernes 1 de noviembre de 1996   |
| Hong Kong                    | Jueves 12 de septiembre de 1996  |
| Hungría                      | Jueves 26 de septiembre de 1996  |
| India                        | Viernes 29 de noviembre de 1996  |
| Indonesia                    | Martes 3 de septiembre de 1996   |
| Islandia                     | Viernes 5 de julio de 1996       |
| Israel                       | Viernes 13 de septiembre de 1996 |
| Italia                       | Viernes 6 de septiembre de 1996  |
| Jamaica                      | Miércoles 24 de julio de 1996    |
| Japón                        | Sábado 5 de octubre de 1996      |
| Letonia                      | Viernes 13 de septiembre de 1996 |
| Líbano                       | Viernes 18 de octubre de 1996    |
| Lituania                     | Viernes 6 de septiembre de 1996  |
| Malasia                      | Jueves 22 de agosto de 1996      |
| México                       | Viernes 23 de agosto de 1996     |
| Noruega                      | Viernes 5 de julio de 1996       |
| Nueva Zelanda                | Viernes 21 de junio de 1996      |
| Países Bajos                 | Jueves 14 de noviembre de 1996   |
| Perú                         | Viernes 6 de septiembre de 1996  |
| Polonia                      | Viernes 30 de agosto de 1996     |
| Portugal                     | Viernes 19 de julio de 1996      |
| Reino Unido Irlanda          | Viernes 12 de julio de 1996      |
| República Checa · Eslovaquia | Jueves 5 de septiembre de 1996   |
| República Dominicana         | Miércoles 21 de agosto de 1996   |
| Rumania                      | Viernes 27 de septiembre de 1996 |
| Singapur                     | Jueves 22 de agosto de 1996      |
| Sudáfrica                    | Viernes 12 de julio de 1996      |
| Suecia                       | Viernes 28 de junio de 1996      |
| Suiza                        | Viernes 11 de octubre de 1996    |
| Tailandia                    | Viernes 23 de agosto de 1996     |
| Taiwán                       | Sábado 3 de agosto de 1996       |
| Turquía                      | Viernes 24 de enero de 1997      |
| Uruguay                      | Viernes 20 de septiembre de 1996 |
| Venezuela                    | Miércoles 28 de agosto de 1996   |